# Геруксалис
Геруксалис (на гръцки: Γέφυρα «Γερούξαλη») е действащ каменен пътен мост в Егейска Македония, Гърция.
Мостът е разположен край серското село Айдонохори. Мостът е изграден със сложна каменна зидария. Има една дъга и служи като пътен мост.
В 2005 година е обявен за паметник на културата заедно с моста Дриста като „тъй като са специални произведения на техническата традиция, хармонично интегрирани в естествения пейзаж на района“.